# Domenico Morone
Domenico Morone (* um 1442 in Verona; † um 1517 ebenda) war ein italienischer Maler.

## Leben
Morone leitete eine Malerschule, deren Stil von Andrea Mantegna beeinflusst war. Sein frühestes Fresko in Verona entstand 1471. Er malte das Schlachtgemälde „Die Vertreibung der Buonacolsi“ für Gianfrancesco II. Gonzaga im Herzogspalast von Mantua (1494). Seine späteren Werke schuf er zusammen mit seinem Sohn und Schüler Francesco Morone (um 1471–1529), der im klassisch beeinflussten Stil weiterarbeitete. Ein weiterer bekannter Schüler war Girolamo dai Libri.